# Деталь Саргина
Деталь Саргина — деталь в международных шашках: черная простая 45, задержанная белой простой 50 (или белая простая 6, задержанная черной простой 1), характерная для нескольких классов классических эндшпилей.
Название получил по фамилии шашиста Саргина (1859—1912), проанализировавшего класс окончаний с этой деталью.